# Erectopus superbus
Erectopus superbus es la única especie conocida del género extinto Erectopus ("pie parado") de dinosaurio terópodo probablemente carnosauroide, que vivió a mediados del período Cretácico, hace aproximadamente 111 millones de años, en el Albiense, en lo que hoy es Europa.

## Descripción
Erectopus es un depredador mediano. El fémur tiene una longitud de 48 centímetros y el pie de 23 centímetros, lo que indica una longitud del cuerpo de 4 a 5 metros. El peso ha sido estimado por Allain en doscientos kilogramos. Los dientes están aplanados, alargados y doblados hacia atrás con una longitud de corona de unos seis centímetros.
Allain da el siguiente diagnóstico de Erectopus, la rama posterior del maxilar está redondeada; cuello delgado de la cabeza femoral; la parte superior del muslo está doblada hacia atrás, el borde superior frontal del calcáneo se dirige hacia arriba, el calcáneo tiene el doble de diámetro, 5,6 centímetros  que el grosor vertical, el plano tangente del hueso de la roca con la tibia tiene una protuberancia dirigida hacia el exterior y hacia el centro, el segundo metatarsiano tiene una longitud igual a la mitad de la longitud del fémur, el borde lateral de la parte superior del segundo metatarsiano es uniformemente hueco.
Se solía pensar que una característica única del fémur de Erectopus consistía en una combinación de un eje superior recto y hueco, pero la investigación de Allain mostró que se trataba de un artefacto de mala preparación y restauración por Pierson del fósil roto.
Allain diagnostica el E. superbus por la " Rama anterior redondeada del maxilar; cuello delgado del fémur; curvatura posterior en la mitad próxima del fémur; borde anterodorsal del calcáneo dorsal proyectado; calcáneo dos veces más alto que ancho; proceso posteromedial de la tibia para la superficie articular del astrágalo; longitud del segundo metatarsiano igual a la mitad de la longitud del fémur; margen lateral del extremo próximo del segundo metatarsiano regularmente cóncavo."

## Descubrimiento e investigación
El material que compone al tipo fue descubierto a finales del siglo XIX en el lecho del arco de fosfatos de la La Penthèive, Zona Mammilatum Albiano inferior, de Louppy-le-Château al este de Francia, cuáles también han producido los restos plesiosaurios, ictiosaurios y cocodrilos. Los huesos residieron originalmente en las colección privada de Louis Pierson y fueron descritas por primera vez por H. E. Sauvage en 1882.
Fue el mismo Sauvage quien creó la base para un nuevo taxón, Megalosaurus superbus. En 1932, el material fue redescrito por Friedrich von Huene (1875-1969), quien argumentó que no debería ser incluido en el género Megalosaurus y ubicó el terópodo de Pierson en un segundo nuevo taxón, Erectopus sauvagei. Posteriormente, la colección de Pierson se dispersó tras su muerte y el holotipo se creyó perdido para la ciencia. Sin embargo, los moldes de algunos de los huesos han estado situados en el Museo Nacional de Historia Natural de Francia (MNHN, París), y la parte anterior del maxilar izquierdo, descrito por Sauvage en 1882, fue encontrado a través de un distribuidor autorizado de fósiles parisino a finales siglo XX y comprado por Christian de Muison, un paleontólogo del MNHN. Los moldes y el maxilar incompleto permitieron una nueva evaluación de Erectopus, que determinó que el nombre correcto para el material es E. superbus. El maxilar recuperado se ha señalado como lectotipo, y los moldes del espécimen de Pierson se han convertido en el plastotipo para el taxón. El plastotipo incluye una mano derecha parcial, el fémur izquierdo, calcáneo izquierdo, las mitades proximal y distal de la tibia derecha, y el metatarsiano II derecho. 
La etimología de Erectopus se basa en la estructura del pie (latín  erectus = " erecto" + griego pous = "pie"). De acuerdo con morfología distal del extremo de la tibia y la morfología deducida del astrágalo, Allain (2005, P. 83) colocó Erectopus superbus dentro de Allosauroidea y visto como un carnosaurio. Es el tercer carnosaurio más joven conocido de Europa del Cretácico inferior, después del " Terópodo de Montmirat" del Valanginiense de Francia meridional y de Neovenator salerii del Barremiense de la isla de Wight.

## Clasificación
Von Huene asignó a Erectopus a Carnosauria en 1923, En 1932 erigió Erectopodidae pero ese nombre no fue seguido. Por lo general, los investigadores posteriores colocaron la especie con los Megalosauridae . Allain concluyó en 2005 una colocación en la Allosauroidea, principalmente debido a la forma de la conexión de la pierna de salto con la tibia. La mayoría de los científicos piensan que esto todavía es demasiado preciso y no es posible una determinación mayor que un Tetanurae más general.